# Трактирщица
«Тракти́рщица» (итал. La locandiera) — комедия в трёх действиях, написанная Карло Гольдони в 1753 году; премьера состоялась в театре Сант-Анджело в Венеции.
История основывается на приключениях Мирандолины (итал. Mirandolina) — привлекательной и умной молодой женщины, которая унаследовала от своего отца гостиницу во Флоренции и управляет ею с помощью официанта Фабрицио.

## Сюжет

### Первый акт
Мирандолина управляет гостиницей, где она старательно ухаживает за каждым клиентом, особенно маркизом Форлипополи (Forlipopoli — падшим аристократом, который продал престижный дворянский титул) и графом Альбафиорита (Albafiorita — купцом, который, разбогатев, стал частью новой знати, купив титул).
Эти два персонажа символизируют крайности высокого венецианского общества того времени. Маркиз, используя только свою честь, убежден, что его титула достаточно, чтобы завоёвывать сердца женщин. Напротив, граф считает, что он может получить любовь Мирандолины путём приобретённого звания (а также дорогих подарков). Это подчёркивает различия между «дворянством меча» и «дворянством мантии», а именно, — потомками средневековых дворян и тех, кто купил дворянский титул.
Умная трактирщица, как хороший купец, не допускает сближения ни с одним из двух мужчин, — тем не менее, оставляя в каждом из них нетронутой иллюзию возможного завоевания.
Прибытие кавалера Рипафратта, аристократического и надменного закалённого женоненавистника нарушает хрупкий баланс взаимоотношений в гостинице. Рыцарь пытается высмеять графа и маркиза, обвиняя их в том, что они добиваются снисхождения от простолюдинки.
Мирандолина, раненая в своей женственной гордости и не допускающая, чтобы с ней обращались, как с рабыней, обещает завоевать сердце кавалера. Это будет её способ преподать ему урок.

### Второй акт
Чтобы влюбить в себя кавалера, Мирандолина всё больше и больше делает вид и показывает, что полна уважения к нему, пока он не покажет признаков своего ослабления. Впоследствии, он утверждает, что презирает женщин, которые стремятся только к браку.
Главная героиня преуспела в своём намерении входить в доверие к кавалеру постепенно и с помощью последовательности различных мер: стратегия обольщения была хорошо спланирована и представлена с щедрой серией комических сцен; кавалер в конечном итоге сдаётся, и всё чувство ненависти, которую он чувствовал, превращается в страстную любовь, что мучает его.
Его презрение к женскому полу сделало его уязвимым для злобы хозяйки. В то время как, зная оружия противника (грозная и интригующая смесь правды и лжи, слёзы, поддельные обмороки), он не мог больше защищать себя, как он хотел: умная техника Мирандолины, которая с самого начала второго акта использовала в свою пользу женоненавистничество кавалера, показывая с ложной искренностью, что она тоже презирает женщин и думает, как мужчина. Это на деле привело к тому, что кавалер снизил свою «обороноспособность», неизбежно подвергаясь атакам Мирандолины.

### Третий акт
Официант Фабрицио сильно ревнует Мирандолину, которая получает в подарок от рыцаря бутылку из золота, — но с презрением бросает её в корзину. Рыцарь, раздираемый противоречивыми чувствами, не хочет, чтобы люди знали, что он — объект уловки женщины.
Когда граф и маркиз обвиняют его в любви к женщине, раненая гордость кавалера «взрывается» — и спор грозит завершиться трагедией. Но вмешательство хозяйки препятствует этому. Перед отъездом кавалер признаёт, что побеждён печально известной соблазнительной властью женщин.
Когда влюблённость кавалера получает огласку, месть Мирандолины наконец достигнута.
Кавалер приходит в ярость, и она начинает опасаться за себя и свою честь. Ради решения появившейся проблемы Мирандолина собирается выйти замуж за Фабрицио, как советовал ей отец на смертном одре. Она не любит его, но хочет воспользоваться его помощью, зная, что такой брак не ограничит её свободу: «Я дрожу не только за своё доброе имя, но даже и за свою жизнь… На худой конец, конечно, я могла бы положиться на моего Фабрицио. Обещаю ему выйти за него. Но… обещания да обещания… не устал бы он верить! А пожалуй, будет неплохо, если я и взаправду выйду за него. В конце концов брак с ним будет защитой и моим делам, и моему имени. А свободе моей ущерба не будет никакого» (пер. А. Дживелегова).
Рыцарь в ярости покидает сцену, и Мирандолина обещает Фабрицио, что если он на ней женится, она откажется от своей привычки влюблять других мужчин из тщеславия. Граф и маркиз, по случаю счастливого события, принимают с достоинством решение Мирандолины, которая просит их поискать убежища в другом трактире и больше её не беспокоить. Сцена заканчивается, когда она, вновь завладев бутылкой, подаренной ей рыцарем, обращается к аудитории и призывает её не поддаваться уловкам женской лести.

## Постановки

### Театр
Пьеса неоднократно ставилась в российских театрах.
Сюжет пьесы лёг в основу либретто ряда опер:
- В 1773 году Антонио Сальери и либреттист Доменико Поджи адаптировали пьесу в шутливую драму в трёх действиях[8].
- В 1800 году немецкий композитор Иоганн Симон Майр и итальянский либреттист Гаэтано Росси создали оперу в двух действиях[9].
- В 1918 году в нью-йоркском «Парк-театре[англ.]» была поставлена одноактная комическая опера американского композитора Генри Кимбалла Хэдли[англ.] «Бьянка[англ.]»[10].
- В 1947 году в Московском музыкальном театре Станиславского и Немировича-Данченко была впервые поставлена опера Антонио Спадавеккиа «Хозяйка гостиницы».
- В 1946 году по заказу Большого театра композитором Сергеем Василенко был написан балет «Мирандолина» (премьера состоялась в Кишинёве в 1948 году).

### Кино
Пьеса удостоилась множества экранизаций, среди которых:
- Хозяйка гостиницы — советский фильм 1956 года режиссёра Михаила Названова.
- Трактирщица — итальянский фильм 1944 года режиссёра Луиджи Кьярини.
- Трактирщица — советский фильм 1975 года режиссёра Александра Белинского.
- Хозяйка гостиницы — телефильм 1978 года, Азербайджанская ССР, режиссёры Тариэль Велиев, Лютфи Мамедбеков, Адалят Зиядханов.
- Хозяйка гостиницы — итальянский комедийный фильм 1980 года режиссёра Пало Кавара с Адриано Челентано в главной роли.
- Миранда — фильм 1985 года Тинто Брасса.